# Фукуда, Томиаки
Томиа́ки Фуку́да (яп. 福田 富昭 Фукуда Томиаки, род. 19 декабря 1941) — японский борец вольного стиля, спортивный функционер, бизнесмен. Чемпион мира 1965 года.

## Спортивные результаты
- Чемпион мира (1965).
- Чемпион Японии (1965), бронзовый призёр чемпионата Японии (1964).

## Деятельность спортивного чиновника
После победы на Чемпионате мира 1965 года в Манчестере завершил спортивную карьеру. Стал бизнесменом, был генеральным директором, президентом нескольких компаний. Позднее вернулся в спорт и борьбу в качестве чиновника. В 1991 году вложил собственные средства на постройку Учебно-тренировочного спортивного центра, являлся его руководителем. 

В 2003 году возглавил Федерацию борьбы Японии. Под его руководством японские борцы (мужчины и женщины) завоёвывали золотые медали на Олимпийских играх, до этого последняя олимпийская золотая медаль в борьбе у Японии была на Олимпийских играх 1988 года.

Одновременно занимал посты вице-президента Олимпийского комитета Японии и международной федерации Объединенный мир борьбы (UWW). С 2014 года покинул оба этих поста и является почётным вице-президентом UWW.

Являлся руководителем спортивных делегаций Японии на Олимпийских играх 2008 года и Восточноазиатских играх 2005 года, заместителем руководителя спортивной делегации Японии на Азиатских играх 2006 года.